# Tibetaanse antilope
De Tibetaanse antilope (Pantholops hodgsonii), ook wel chiroe of orongo genoemd, is een zoogdier dat behoort tot de familie der holhoornigen. Het is een middelgrote antilope die op het Tibetaans Hoogland woont. 
Samen met een uitgestorven verwant, Pantholops hundesiensis, maakt hij deel uit van het geslacht Pantholops. Over de verwantschap met andere soorten holhoornigen is veel onduidelijkheid: sommige wetenschappers scharen de twee soorten in een aparte tribus (Panthalopini) in de onderfamilie Antilopinae (de "echte antilopen") of in Caprinae (de "geitachtigen"), anderen plaatsen ze in een eigen onderfamilie, Panthalopinae.

## Uiterlijke kenmerken
De chiroe wordt 140 tot 170 cm lang. De schofthoogte varieert van 85 tot 100 centimeter. De mannetjes wegen gemiddeld 40 kilogram, de vrouwtjes gemiddeld 30 kilogram. De mannetjes hebben lange, kromme, naar achteren gerichte hoorns, die 50 tot 72 centimeter lang zijn. De hoorns zijn geribbeld en zwart van kleur. Bij vrouwtjes ontbreken de hoorns. De staart en de oren zijn vrij klein.
De dieren hebben een zeer dikke wollige vacht dat goed bestand is tegen de kou. De vacht heeft een grijze tot roodbruine kleur, de onderzijde is wit van kleur. Het gezicht van het mannetje is zwart tot donkerbruin van kleur. Langs de voorkant van de poten loopt een donkergekleurde streep.
Een opmerkelijke kenmerk van de chiroe is zijn opgezwollen neus, vergelijkbaar met die van de saïga. Dit heeft waarschijnlijk te maken met het ademen in een ijle atmosfeer.
De chiroe heeft namelijk neuszakken waarin hij de winterse vrieslucht op weg naar zijn longen opwarmt. 

## Verspreiding en leefomgeving

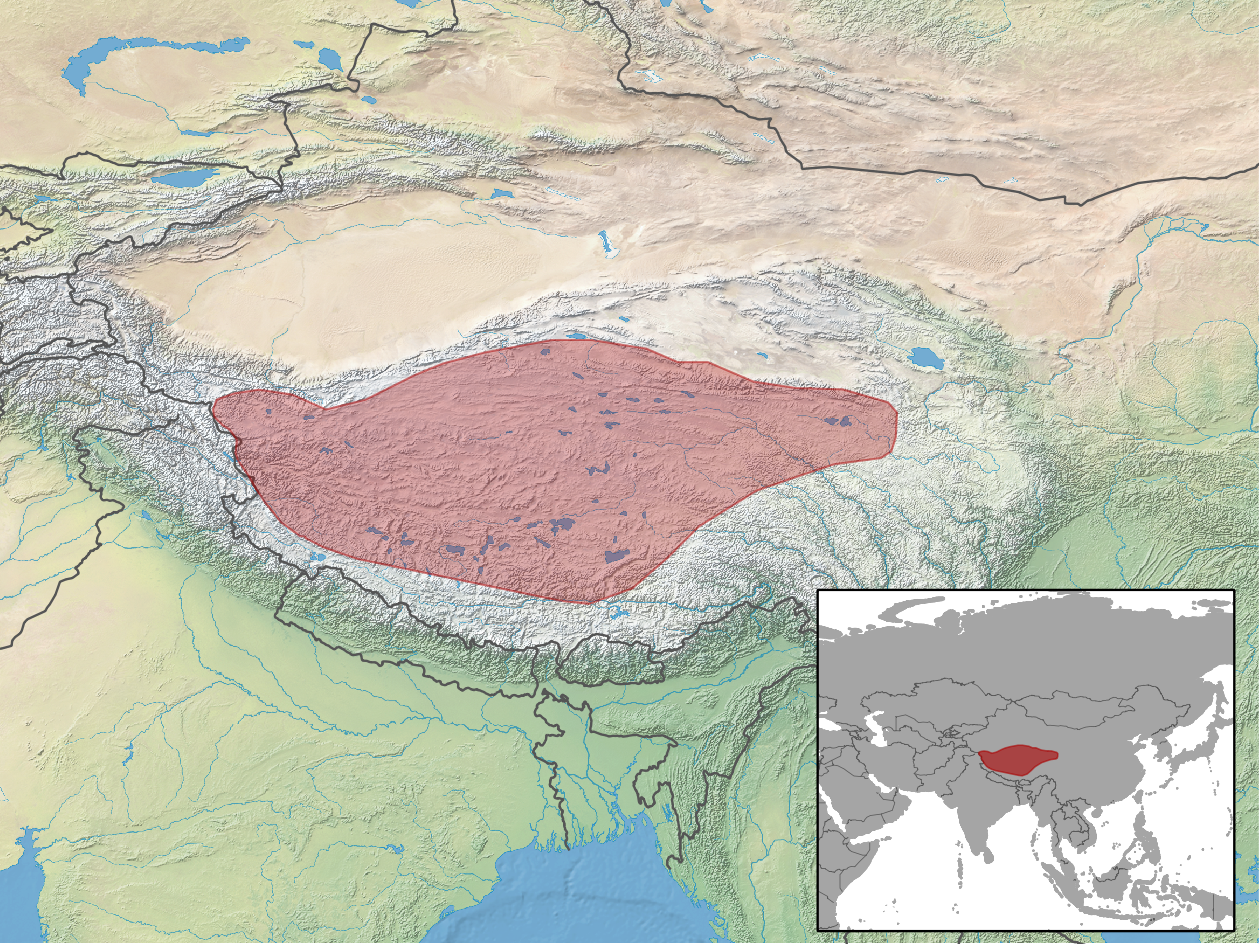
Leefgebied

De chiroes leven in de Himalaya en in de bergen in het zuidwesten van China (Sichuan). Er zijn in de Indiase staten Jammu en Kasjmir in Ladakh ook al chiroes gesignaleerd. De chiroes verblijven er in twee kleine gebieden in het oosten van Ladakh, waar ongeveer 200 dieren leven, voornamelijk mannetjes. Ze steken elk seizoen de grens over van Tibet en China. 
De chiroes verkiezen vlak boven golvend terrein. Ze leven vooral in alpine steppes of semi-droge gebieden van het Tibetaanse plateau zoals Kekexili.
Het dier beklimt hoge ronde heuvels, wandelt door bergen en doorkruist valleien. De chiroe bevindt zich voornamelijk boven de 4000 m, maar in sommige gebieden komt het tot 3250 m. In het noorden van Ladakh kan men de dieren vinden op een hoogte van 5500 m.

## Sociale structuur en leefwijze
De chiroe is een grazer. Het eet grassen, rietgras en kruidachtige planten.
Als het zeer koud wordt, graaft de chiroe een ondiepe loopgraaf van 110 tot 120 cm in diameter en 15 tot 30 cm diep. De chiroe is een zeer snel dier. Het kan ongeveer 80 km/h lopen. 
Chiroes zijn kuddedieren, ze leven met ongeveer met 500 tot 1000 chiroes samen. Begin 20e eeuw heeft men nog kuddes van meer dan 10.000 chiroes geobserveerd. Dit kan men vandaag niet meer bewonderen.
Er is een verschil tussen de beweegpatronen van de mannetjes en de vrouwtjes. De mannetjes en vrouwtjes blijven meestal op dezelfde wintergronden tijdens de bronsttijd of paarseizoen.
Tijdens de lente blijven sommige vrouwtjes op de wintergronden, andere trekken weg. In mei en juni scheiden de migrerende vrouwtjes en hun vrouwelijke kroost van de mannetjes. Ze verplaatsen zich 300 km naar het noorden naar verlaten en onbewoonde gebieden om daar tijdens de zomer te blijven. Op het einde van juli en begin augustus migreren ze terug naar de herfst- en wintergronden.
De mannetjes hebben verschillende beweegpatronen. Wanneer de nakomelingen 10 tot 11 maanden oud zijn, scheiden ze zich rond april of mei van hun moeders en voegen ze zich bij de mannetjes, die ook scheiden van de vrouwtjes. Sommige mannetjes blijven op de wintergronden, andere trekken weg. De meeste mannetjes verplaatsen zich maar een kleine afstand naar de zomergronden. Andere mannetjes vertrekken naar verder gelegen gebieden, meestal noordwaarts. Tijdens de herfst gaan ze terug naar de herfst- en wintergronden voor te paren.

## Voortplanting
De bronsttijd valt in november en december. Tijdens het paarseizoen gaat elk mannetje een harem van tien tot twintig vrouwtjes vormen. Als een vrouwtje de harem probeert te verlaten, gaat het mannetje het vrouwtje terug brengen. Ondertussen kunnen andere vrouwtjes de harem verlaten, wat aangeeft dat er geen blijvende band is tussen de geslachten.
De draagtijd duurt ongeveer 180 dagen. In de tweede helft van juni en begin juli worden de eerste jongen geboren. De vrouwtjes werpen maar één jong.
De chiroe wordt ongeveer 8 jaar oud in het wild.

## Bedreiging
De belangrijkste vijand van de chiroe zijn stropers. Chiroes zijn bedreigde diersoorten en worden vooral gedood voor hun wol (eigenlijk de ondervacht van de chiroe). De enige manier om aan de wol te geraken is om de chiroe neer te schieten. De wol is bekend op de internationale markt als shahtoosh of koningswol en van de superfijne en warme wol worden sjaals gemaakt. Voor één sjaal van shahtoosh worden gemiddeld drie chiroes gedood.
De wol wordt via Tibet naar Kasjmir in India gesmokkeld. In India wordt de wol geweven in en zeer dunne stof. De chiroe wordt door China beschermd, maar in India mogen de mensen nog altijd shahtoosh dragen. Het zijn vooral de rijke mensen die deze sjaal kopen, omdat de sjaals ongeveer €8000 per stuk kosten.
Het aantal chiroes is de voorbije eeuw gedaald, met meer dan een miljoen in het begin van de 20e eeuw tot ongeveer 75.000 vandaag. Het aantal daalt nog steeds.
De hoorns van de chiroes worden ook gebruikt in traditionele medicijnen in China. Een ander gevaar voor de chiroes vormt habitatverlies door de uitbreiding van de veehouderij, omheiningen en de economische ontwikkeling. Vooral in het oostelijke deel van het verspreidingsgebied is de soort grotendeels verdwenen. De belangrijkste populatie leeft in onherbergzaam gebied in Noordwest-Tibet.
De Chinees-Tibetaanse film Kekexili: Mountain Patrol uit 2004 van Lu Chuan heeft de Tibetaanse antilope als thema. De film kweekte bewustzijn bij het Chinese publiek van de bedreigde diersoorten in Tibet. De Chinese overheid stelde naderhand een programma op voor betere bescherming. Het effect van de betere bescherming is een toename in aantal waardoor in 2016 de soort niet meer bedreigd, maar als gevoelig voor uitsterven op de Rode Lijst van de IUCN werd gezet.